# Mía Marín
Yajayra Guadalupe Cortés Ito (Guadalajara, Jalisco; 1 de octubre de 1994), conocida por su nombre artístico Mía Marín, es una actriz pornográfica mexicana. Ha participado en diversas películas para adultos y en eventos como el Expo Sexo y Erotismo. Ha aparecido en distintas revistas y publicaciones tales como Cadillac, Men's Health, El Gráfico, Tu Mejor Maestra, entre otras.
En 2017 fue seleccionada junto con Nikki Delano y Bridgette B para liderar la fiesta oficial de estrellas porno de la revista estadounidense Hustler en Déjà Vu Showgirls Tijuana.

## Biografía
Comenzó modelando para diversas marcas de ropa, también trabajó en pasarelas y en la presentación de comerciales. La mayoría de las agencias para las que trabajaba le sugirieron modelar en trajes de baño y lencería. Ya en el medio, un promotor de espectáculos le ofreció trabajo en distintos bares privados, en ellos, realizaba presentaciones eróticas y sexo en vivo con hombres y mujeres. Después conoció a un promotor de películas para adultos que le propuso trabajar para varias agencias y estudios pornográficos.
Las actividades en lugares nocturnos y sus servicios de acompañamiento hicieron correr el nombre de Mía en los alrededores de Jalisco, teniendo el acercamiento inicial al porno mexicano con el actor Ricky Martínez, quien a su vez los puso en contacto con el director de la productora SexMex, Fernando Deira.

### Carrera como actriz porno
Su inicio en la industria pornográfica fue en octubre del 2014 con la escena titulada Teleautos de SexMex. Poco tiempo después trabajó con las productoras mexicanas Puta Calentura, LatPorn, TuPornMex, Pornstars México, Sweet Sensations y Mundo X.
La actriz recorre México con sus shows extremos de alto contenido sexual, tanto hétero como lésbico. Suele presentarse en antros, bares y clubes swinger. Estimó, a finales del 2018, haber dado un total de más de ciento ochenta shows dentro del país. Logra tener apariciones en medios impresos y dentro de la web, destacando su aparición dentro de la revista Men’s Health.
En octubre de 2018 pudo dar el salto al panorama internacional con una corta gira en Europa, visitando España, Inglaterra, Italia y Polonia, y filmando para distintas productoras internacionales entre las que destaca Cumlouder. También fue una de las actrices internacionales invitadas al Salón Erótico de Barcelona, en octubre de 2018.

## Controversias
En diciembre de 2017 se le relacionó con Thomas Markle, padre de Meghan Markle, ya que le ofreció sexo gratuito coincidiendo en que ella trabaja muy cerca del lugar de residencia de Makle, en Rosarito.
Marín fue arrestada por las autoridades en 2018 por protagonizar una escena erótica en el Monumento JRZ, localizado en el Centro Histórico de Ciudad Juárez y multada con 250 dólares.
Ha realizado escenas eróticas en otras localidades de México, más específicamente en Playa del Carmen, Quintana Roo, en Mérida, Yucatán, también frente al Jardín Etnobotánico de Oaxaca.
En noviembre de 2020, junto a Giselle Montes, Yamileth Ramírez y Álex Marín, protagonizaron una escena pornográfica en el parque nacional Cañón del Sumidero, lo que provocó el escándalo de algunos habitantes y autoridades de Chiapas.